# Някша, Александру
Алекса́ндру Се́рджу Ня́кша (рум. Alexandru Sergiu Neacșa; род. 3 сентября 1991, Дрэгэшани, Вылча) — румынский футболист, полузащитник клуба «Корвинул».

## Клубная карьера
С 2009 года выступал за клуб «Газ Метан» из родного города Крайова, который затем переехал в Дробета-Турну-Северин и сменил название на «Турну-Северин». Вместе с этим клубом в 2012 году вышел в румынскую Лигу 1. После 2013 года играл за другие клубы элитного румынского дивизионаː «Корона» (Брашов), «Университатя (Крайова)» и «Вииторул» (Констанца). Покинул последний клуб в ноябре 2014 года.
В июне 2015 года находился на просмотре в минском «Динамо». 11 июля подписал контракт с клубом. За минчан во всех турнирах сыграл 17 матчей и забил 2 мяча. Сыграл 1 матч на групповом этапе Лиги Европы (сезон 2015/16). 14 декабря покинул клуб ввиду окончания контракта.
В феврале 2016 года проходил просмотр в болгарском клубе «Берое», однако в итоге оказался в клубе второго румынского дивизиона «Газ Метан». Позже перешел в «Германштадт», в составе которого выиграл Лигу III, а в начале 2018 года присоединился к «Лучаферулу». В июле 2018 года перешел в «Энергетичанул».
В 2019 году стал игроком клуба «Вииторул (Шелимбэр)». В январе 2022 года перешёл в «Корвинул».

## Достижения
- Серебряный призёр чемпионата Белоруссии: 2015